# Bitka za Moskvu
Bitka za Moskvu se smatra jednom od najvažnijih bitaka Drugog svjetskog rata, jer je u njoj krajem 1941. i početkom 1942. godine zaustavljen prodor njemačke vojske prema glavnom gradu Sovjetskog Saveza: po prvi put napad Njemačke nije doveo do sloma napadnute zemlje.
Njemačka je 22. lipnja pokrenula Operaciju Barbarossa i napala SSSR u tri glavna pravca: Grupa armija Sjever pod vodstvom feldmaršala von Leeba u smjeru Lenjingrada, Grupa armija Centar pod vodstvom generala Bocka u smjeru Moskve i Grupa armija Jug pod komandom feldmaršala von Runstedta u pravcu Staljingrada. Napredovanje je u početna tri mjeseca bilo izuzetno brzo i u nekoliko je velikih pobjeda zarobljen veliki broj ljudstva i tehnike, te se činilo kako će do jeseni SSSR biti potpuno poražen.
SSSR je međutim izveo potrebne mobilizacije i doveo dodatne snage iz udaljenih dijelova zemlje, primio značajnu vojnu i gospodarsku pomoć od Velike Britanije i Sjedinjenih Američkih Država, te naposljetku uspio uspostaviti dovoljno snažnu obranu i izvesti odlučan protuudar protiv njemačkih snaga koje nakon nekoliko mjeseci ratovanja i u jeku oštre ruske zime više nisu mogle nastaviti s napredovanjem.

## Grupa Centar i šira slika
Zbog svoje moralne i tehničke vrijednosti, glavni grad SSSR-a Moskva, bio je doista bitan cilj. Već 16. srpnja 1941. - svega tri tjedna od početka Operacije Barbarossa - osvojen je Smolensk - grad udaljen svega 350 km od Moskve i koji je još od doba Napoleona prozvan "vrata do Moskve" radi njegove vitalne važnosti na tom putu.
Međutim, Njemačka je komanda bila neodlučna oko konačnog cilja jer je postalo izvjesno da je nemoguće istovremeno zauzeti i Lenjingrad i Moskvu - dva primarna cilja. Također, došlo je do zapleta u bitci kod Kijeva gdje su Sovjeti gurnuli u obranu grada jake snaga. Hitler je oko 18. kolovoza odlučio da je uništenje ruske vojske bitnije od zauzimanja Moskve i Grupa Centar je podjeljena: dio je preusmjeren za potporu grupi Sjever kod Lenjingrada, a drugi dio je udario prema jugu i opkolio sovjetske snage u Ukrajini kod Kijeva.
U Bitci za Kijev su Nijemci izborili veliku pobjedu u kojoj je zarobljeno više stotina tisuća sovjetskih vojnika, te su tada njemačke jedinice vraćene na položaje za napredovanje prema Moskvi. Zbog daljnjeg ruskog jakog otpora na prilazima Moskvi, početka zime i općenite iscrpljenosti ljudstva i materijalnih resursa, njemačko napredovanje pod borbom od 100 kilometara prema Moskvi se pokazalo uzaludnim: njemački vojnici su se nakon nekoliko mjeseci morali vratiti  na početne pozicije.

## Napredovanje prema Moskvi
Pod vodstvom generala Fedora von Bocka, napredovanje prema Moskvi je počelo 5. rujna pod šifrom operacija "Tajfun". Glavni njemački prodor odvijao se istom cestom kojom je i Napoleon napao Moskvu u svom Pohodu na Rusiju 1812. godine. U tijeku prve polovice listopada bitke su se odvijale povoljno po Njemačke snage i uspjeli su zarobili oko 650 000 vojnika, 5000 topova i 1200 tenkova.
Prije početka operacije Barbarossa, u Objavi o vojnim sudovima (Kriegsgerichtsbarkeitserlass) od 13. svibnja 1941. godine je Hitler odobrio svakom njemačkom časniku da prema svojoj prosudbi može odrediti strijeljanje bilo kojeg sovjetskog državljana, ukoliko procijeni da taj predstavlja prijetnju za njemačke snage; te je izričito propisao da će svaki njemački vojnik biti izuzet od kazne za kaznena djela koja - u protivnosti s njemačkim zakonima - počini u Sovjetskom Savezu. Njemačke vojne snage su doista postupale izrazito brutalno, ubijajući i paleći na sve strane.
20. listopada 1941., Moskva je bila udaljena svega 65 km, a u gradu izloženom nestašicama i lošim vijestima s bojišta je zavladala panika, nakon što su zatvorene brojne tvornice. Uz razne industrijske pogone, iz Moskve je evakuiran dio stanovništva, te ureda Vlade i Komunističke partije, ali je Josif Staljin odbio otići navodeći kako je njegov ostanak u gradu bitan za moral branitelja.
Tada je došlo do preokreta, jer su počele jake jesenske kiše. Loše ruske ceste pretvorile su se u blato pod prvim naletima kiše i napredovanje njemačkih snaga često bi ostalo zaglavljeno je na blatnim cestama. U svojim memoarima, Heinz Guderain govori kako su se kolone kretale satima bez vidljivog pomaka. Tenkovi i topovi su bili napola u blatu i nikako ih se nije moglo izvući (lance za vuču su dobili tek kasnije avionima, no nije puno pomoglo).
Zahvaljujući zastoju u njemačkom napredovanju, Ruske su snage uspjele reorganizirati obranu. Maršal Timošenko je tada smijenjen i u vođenju obrane glavnog grada, te ga 6. listopada 1941. zamjenjuje Georgij Žukov. Istovremeno su Sovjeti konačno prebacili veliku vojsku s istoka: došli su tzv. "Sibirci", vojska koja je bila raspoređena na granici s Mandžurijom pod Japanskom vlašću i koji su tamo čekali dok nije postalo očito da se Japan neće pridružiti njemačkom napadu na SSSR. Te su snage sada Transibirskom željeznicom dovedene do Moskve i bile su svježe i spremne za borbu - a kako su inače djelovali u hladnim stepama sjeverne Azije, bile su to i trupe naviknute i pripremljene za zimske borbe.

## Zima
Prije dolaska najhladnijeg dijela zime nastupio je još jedan period s vremenskim uvjetima povoljnima za napadne operacije, nakon što se oko 15. studenog tlo zamrznulo. Njemačke snage su odmah krenule prema gradu Klin u Moskovskoj oblasti, kojega su zauzele 23. prosinca 1941. Dana 27. prosinca su njemačke snage uspostavile prijelaz preko kanala koji povezuje rijeke Volga i Moskvu - zadnjoj velikoj prepreci pred gradom i tek oko 30 km daleko od njegovog središta. 3. prosinca prednje su izvidnice njemačkih divizija (258. pješadijska) javile zapovjedništvu kako kroz dalekozore vide tornjeve Kremlja sa svojih položaja kod gradića Himki, svega 8 kilometara od grada Moskve.
Međutim, zloglasna Ruska zima je jako otežala djelovanje njemačkih snaga. Njemačko zapovjedništvo nije svojim trupama osiguralo prikladnu zimsku opremu. Ruske snage, naviknute i bolje opremljene za takvu zimu, sada su bile vrlo efektivne; njemačke snage su s druge strane raspolagale opremom koja je često ispod -20 °C (a temperature su dosezale čak -35 °C) prestajala raditi. Njemački tenkovi i avioni jednostavno nisu bili zamišljeni za tako nemoguće uvjete. Više od njemačkog Luftwaffea, sovjetske zračne snage su usprkos teškim zimskim uvjetima uspijevale letjeti i pružati zračnu potporu svojim trupama.

## Sovjetski protuudar
U ovo se vrijeme fronta otezala polukružno oko Moskve čak 320 km, kao rezultat njemačkih nastojanja da okruže grad. Sovjetska je vojska 6. prosinca pokrenula opću portuofenzivu s oko 100 divizija. Hitler nije očekivao da Sovjeti još raspolažu s tolikim brojem tenkova, topova, ljudi i zrakoplova. Guderian je u svojoj knjizi pisanog prije početka rata procijenio da Sovjeti imaju oko 10.000 tenkova, što je Hitler smatrao smiješnim. Sada je Guderainu prokomentirao: "Da sam mislio da si bio u pravu, ne bih ih nikada ni napao!"
Međutim, unatoč silini udara i nepripremljenosti Njemačkih snaga, Hitler ustraje na "obrani svakog metra osvojene zemlje", što rezultira teškim gubitcima. Protiveći se takvoj besmislenoj strategiji, Guderain se suprotstavlja Hitleru, te ga ovaj smijenjuje. Unatoč tvrdoglavom otporu, Nijemci su odbačeni na čitavom 300 km dugačkom frontu.
Protuudar ipak nije bio potpuno blistav, te su Sovjeti pretrpjeli teške gubitke, a njemačka vojska nije potpuno odbačena od Moskve. Kod mjesta Rzhev zapadno od Moskve, Njemačke su snage ostale u džepu koji će biti snažno uporište Grupe armija Centar sve do 1942. godine.

## Posljedice
Otapanjem snijega 1942. god., njemačke će snage ponovno krenule u napredovanje, ali na jugu - prema Staljingradu i naftnim poljima na Kavkazu. U pokušaju da oslabe njemački pritisak na jug, Sovjetske će snage u predjelima ispred Moskve krajem 1942. god. pokrenuti Operaciju Mars, u kojoj su međutim pretrpjele užasne gubitke u bitci za Rzhev; operacija je otkazana, a sovjetske su se snage koncentirale na jug i bitku za Staljingrad.
Do kraja 1941. će Crvena armija godine zabilježiti 3,1 milijuna gubitaka (u tome 2/3 vojnika koji su se vodili kao "nestali" zbog zarobljavanja i dezerterstva), tj. čak 70% svojega sastava; takvi strahoviti gubitci će se nastaviti i u 1942. god. kada će imati 1,7 milijuna mrtvih i 368 tisuća nestalih, tj. 44 posto ukupnog personala; čak i kada se u gubitke ne uračuna ranjene vojnike. Međutim će usprkos tome sovjetske armije ostati borbeno sposobne, a sovjetska privreda u stanju podržati ratni napor. U tome će presudno pomoći značajna gospodarska i vojna pomoć koja je u SSSR pristizala iz SAD-a i Velike Britanije.
Od početka protunapada 5. prosinca 1941. godine, u koji je Crvena armija krenula sa snagama koje su bile otprilike jednako brojne kao što su bile njemačke snage s kojima su bile suočene, primile su sovjetske snage do ožujka 1942. god. pojačanja snage čak 117 divizija; makar ne uvijek osobito dobro opremljenih i često loše uvježbanih. Njemačke snage su u tom razdoblju bile ojačane s tek 9 dodatnih divizija; što će naznačiti razvoj odnosa snaga u narednim godinama. U nemogućnosti da drže neprekinuti front na izuzetno širokom bojištu, njemačke snage su uspostavile jača uporišta iz kojih su mogli kontrolirati pokrete na širem području. Od početka rata do veljače 1942. godine Njemačke snage će zabilježiti čak nešto više od milijun poginulih pripadnika - što je bilo višestruko manje od sovjetskih gubitaka, ali je predstavljalo skoro trećinu svih vojnika koji su krenuli u napad na SSSR. U njemačke gubitke nije uračunat veliki broj ranjenih i oboljelih (zabilježeno je, tako, preko 112 tisuća ozijeđenih uslijed smrzavanja dijelova tijela), što je sve vrlo utjecalo na sposobnost njemačkih snaga, koje su u operaciji izgubile i ogromne količine vojne opreme: činjenica da su sovjetski gubitci višestruko veći nije u dovoljnoj mjeri nadoknađivala gubitak snage njemačkih postrojbi.
Nakon općeg povlačenja poslije poraza kod Staljingrada početkom 1943., Njemačke snage trajno napuštaju i položaje blizu Moskve, čime završava bitka za Moskvu sagledana i u toj duljoj perspektivi.

## Vanjske poveznice
Sestrinski projekti
|  | Zajednički poslužitelj ima još gradiva o temi Bitka za Moskvu |